# Mabu
Mabu è un film del 1961 diretto da Kang Dae-jin.